# ملانیا دالا کاستا
ملانیا دالا کاستا (فرانسوی: Melania Dalla Costa‎؛ زادهٔ ۲۵ فوریهٔ ۱۹۸۸) بازیگر، فیلم‌نامه‌نویس، تهیه‌کننده و فعال اجتماعی ایتالیایی-فرانسوی است. وی از سال ۲۰۰۷ میلادی تاکنون مشغول فعالیت بوده‌است. او نویسنده، تهیه‌کننده و بازیگر اصلی  فیلم  I Sogni Sospesi بود که در هفتاد و ششمین دوره جشنواره بین‌المللی فیلم ونیز نمایش داده شد و برنده چندین جایزه از جشنواره‌های بین‌المللی فیلم شد. دالا کاستا یک شاهد در پویش ۲۰۱۹ سازمان ملل متحد در مبارزه با خشونت علیه زنان بود که در ۲۵ نوامبر، روز بین‌المللی مبارزه با خشونت علیه زنان برگزار شد.